# شبی از شب‌ها
شبی از شب‌ها یک مجموعه تلویزیونی ایرانی به کارگردانی رضا کریمی، نویسندگی حسین پاکدل و تهیه‌کنندگی مجید اوجی می‌باشد که در سال ۱۳۸۴ از شبکه سه سیما پخش شده است. این مجموعه در ۲۶ قسمت تهیه شد. تولید آن پنج ماه به طول انجامید و لوکیشن ثابت آن یک آپارتمان است.

## داستان مجموعه
نجم الدین برروی زمینی که ارث پدری اش بوده ساختمان چهارطبقه ای ساخته که به دلیل مشکلات مالی دو طبقه آن را پیش فروش کرده است. خانواده‌هایی که دو واحد آن را خریده‌اند نیز به دلیل مشکلات مالی به تعهداتشان عمل نکرده ونجم الدین از تحویل آپارتمانها به آنها خودداری می‌کند او مهلتی را برای خریداران تعیین واعلام می‌کند درصورتی که بدهی خود را پرداخت نکنند آپارتمانها را می‌فروشد ساجدی و ملک‌زاده (خریداران) که درشرایط خاصی قرارگرفته اند، دست به ابتکار زده و نجم الدین را غافلگیر می‌کنند و…

## بازیگران
- سعید پورصمیمی در نقش ملک‌زاده
- گوهر خیراندیش در نقش حشمت خانم
- سعید امیرسلیمانی در نقش اوس محمود
- حمیدرضا پگاه در نقش رضا ساجدی
- سپند امیرسلیمانی در نقش شهرام
- علی قربان زاده در نقش صادق
- فردوس کاویانی در نقش نجم الدین
- محمود جعفری در نقش کرم
- رضا بابک در نقش پدر کرم
- فلورا سام در نقش سیمین
- سیامک اشعریون در نقش ناصری
- نسترن سالار در نقش آذر
- ترلان پروانه در نقش نازنین

و با هنرمندی:
- نگین صدق‌گویا در نقش شیرین

- آرش مجیدی

## عوامل تولید
- تهیه‌کننده: مجید اوجی
- کارگردان: رضا کریمی
- تصویربردار: ناصرمحمود کلایه
- نویسنده: فلوراسام
- صدابردار: بهمن حیدری